# منتخب جنوب إفريقيا لهوكي الدحرجة
منتخب جنوب أفريقيا لهوكي الدحرجة (بالإنجليزية: South Africa national roller hockey team)‏ هو ممثل جنوب أفريقيا الرسمي في المنافسات الدولية في هوكي الدحرجة
.